# Sint-Leonarduskapel (Forêt)
De Sint-Leonarduskapel (Chapelle Saint-Léonard) is een kapel in de tot de Belgische gemeente Trooz behorende plaats Fonds-de-Forêt, gelegen aan de Rue de la Pompe.
De kapel werd gebouwd in 1886-1887 en is opgetrokken in blokken zandsteen en kalksteen.
Het is een eenvoudig kapelletje van twee traveeën met halfrond afgesloten koor en een dakruiter.